# 马丁·约瑟夫·蒙青格尔
马丁·约瑟夫·蒙青格尔（德語：Martin Josef Munzinger，1791年11月11日—1855年2月6日）是一位瑞士政治家。
1848年11月16日，约瑟夫·蒙青格尔当选为瑞士联邦委员会委员，成为委员会最初的七位委员之一。在任期内，他主要主持领导了以下部门的工作：
- 财政部（1848年-1850年）
- 政治部（1851年）
- 财政部（1852年）
- 邮政与建设部（1853年-1854年）
- 贸易与海关部（1855年）

他于1851年出任瑞士联邦总统。
马丁·约瑟夫·蒙青格尔于1855年2月6日在任内去世。